# Stadtsparkasse Sprockhövel
Die Stadtsparkasse Sprockhövel war eine öffentlich-rechtliche Sparkasse mit Sitz in Sprockhövel in Nordrhein-Westfalen.

## Satzung
Die Stadtsparkasse Sprockhövel (im Geschäftsverkehr auch kurz Sparkasse Sprockhövel) war eine Anstalt des öffentlichen Rechts. Rechtsgrundlagen ihrer Tätigkeit waren das Sparkassengesetz und die durch den Verwaltungsrat der Sparkasse erlassene Satzung. Träger der Sparkasse war die Stadt Sprockhövel, Organe waren der Verwaltungsrat und der Vorstand. Geschäftsgebiet der Sparkasse war der Ennepe-Ruhr-Kreis und die angrenzenden Kreise und Gemeinden.

## Geschäftszahlen
Die Stadtsparkasse Sprockhövel wies im Geschäftsjahr 2020 eine Bilanzsumme von 523,54 Mio. Euro aus und verfügte über Kundeneinlagen von 407,91 Mio. Euro. Gemäß der Sparkassenrangliste 2020 lag sie nach Bilanzsumme auf Rang 362. Sie unterhielt 3 Filialen/Selbstbedienungsstandorte und beschäftigte 83 Mitarbeiter.

## Geschichte
Die Amtssparkasse Haßlinghausen wurde am 1. April 1888 und die Amtssparkasse Sprockhövel wurde am 1. Juli 1894 eröffnet. Im Zuge der Kommunalreform 1970 wurden beide Sparkassen vereinigt.

## Fusion mit der Städtischen Sparkasse zu Schwelm
Zum 31. August 2021 und mit wirtschaftlicher Wirkung zum 1. Januar 2021 fusionierte die Stadtsparkasse Sprockhövel mit der Städtischen Sparkasse zu Schwelm. Das neue Kreditinstitut heißt Sparkasse Schwelm-Sprockhövel.